# 理性宮 (帕多瓦)

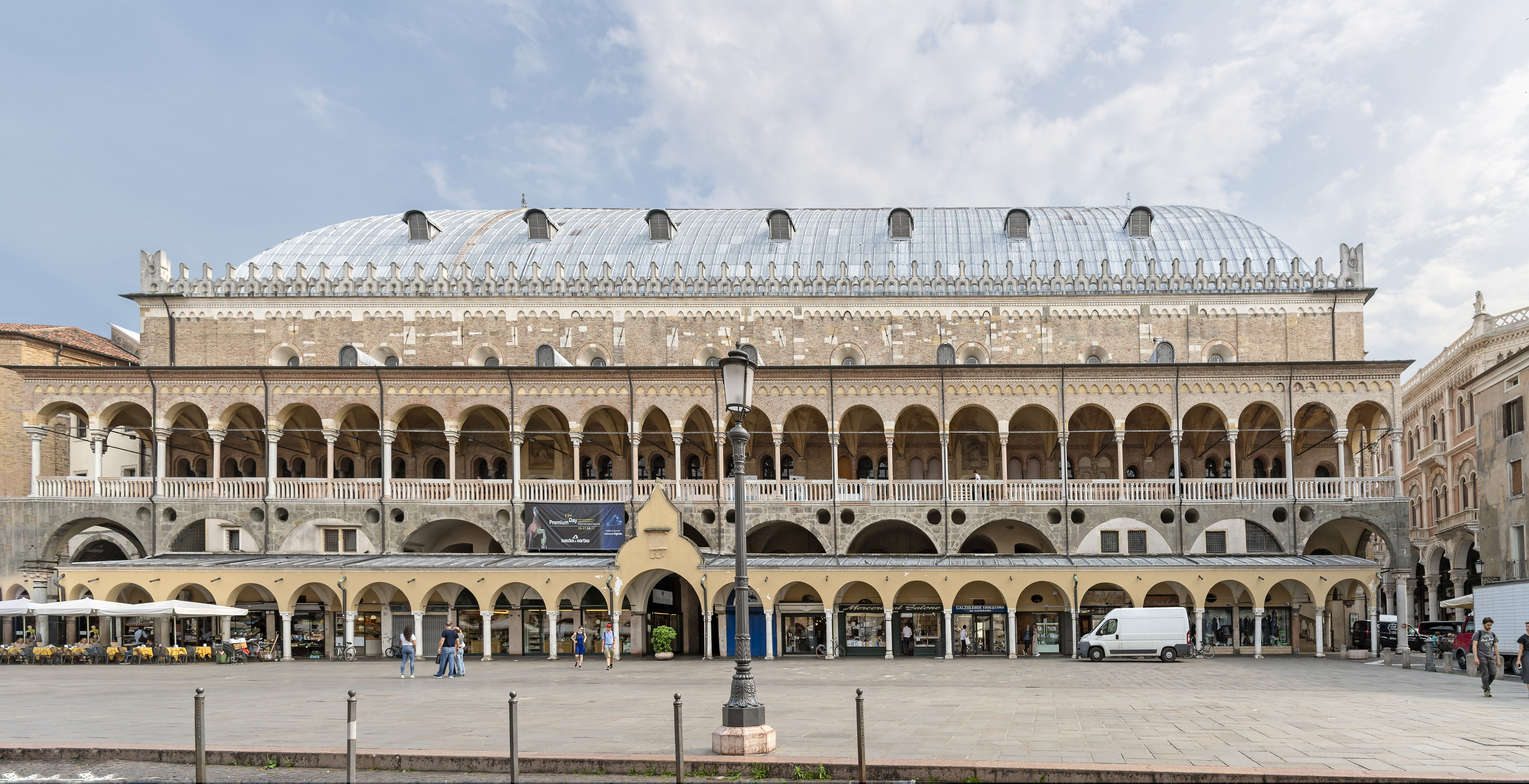
帕多瓦的理性宮

理性宮（義大利語：Palazzo della Ragione）是義大利威尼托大區帕多瓦的一座中世紀時期的市政廳建築。理性宮的屋頂長81.5米，寬27米，高24米，是歐洲最大的屋頂之一。理性宮始建於1172年，完工於1219年。在1756年8月17日，屋頂曾經被龍捲風摧毀，建築也曾因此受損。